# Antonio Jesús López Nieto
Antonio Jesús López Nieto (Málaga, España, 25 de enero de 1958) es un exárbitro de fútbol español. Actualmente es presidente del Unicaja Málaga.
Arbitró en Primera División de España desde 1988 hasta su retirada en 2003.

## Trayectoria
El colegiado andaluz debutó en Primera División un 18 de septiembre de 1988, en un encuentro entre el Celta y RCD Español que acabó con empate a cero. 
Desde entonces dirigió más de 200 partidos en primera, arbitró en una Eurocopa, un Mundial así como un gran número de enfrentamientos de la Liga de Campeones y de la Copa de la UEFA. 
En este tiempo, como reconocimiento a su carrera, recibió varios premios, entre ellos el Trofeo Guruceta, que otorga el diario Marca al mejor árbitro de la temporada.
López Nieto, que tuvo que dejar el arbitraje al cumplir 45 años, edad estipulada en el reglamento de la Real Federación Española de Fútbol (RFEF), arbitró su último partido el 15 de junio de 2003, encuentro disputado entre Osasuna y Deportivo Alavés en Pamplona.
Actualmente es miembro del comité arbitral de designaciones, y director general de la Oficina del Alcalde de la Diputación de Málaga, por el Partido Popular.

## Premios
- Trofeo Guruceta (5): 1993/94 1994/95 1995/96 1996/97 y 1999/00.
- Premio Don Balón - Mejor árbitro (4): 1993/94, 1995/96, 1999/00, 2001/02.

## Curiosidades
El 11 de junio de 2002 en el estadio Estadio Ecopa de Shizuoka batió el récord de tarjetas en una cita mundialista al mostrar 16 cartulinas amarillas y dos rojas durante el Camerún - Alemania, que superó las 12 amarillas del Senegal - Uruguay celebrado horas antes en Corea.